# Agriculture dans les Pyrénées-Orientales
L'agriculture dans les Pyrénées-Orientales est l'ensemble des activités visant à contrôler les processus biologiques d'animaux et de plantes domestiques dans un but de production, dans le département français des Pyrénées-Orientales.

## Cadre géographique
En 2017, la surface agricole utilisée (SAU) des exploitations agricoles du département représente 75 100 ha, soit 2,4 % de la SAU de la région Occitanie, pour un total de 3 593 exploitations, soit 5 % des exploitations de cette même région.
Le nombre d'exploitations agricoles dans les Pyrénées-Orientales est passé de 19 180 en 1970 à 3 212 en 2020, avec notamment une baisse de 22% de 2010 à 2020. La surface agricole utilisée est quant à elle passée de 74 700 ha en 2010 à 67 800 ha en 2020.

## Histoire
Fruits et légumes
| 1750  | 1828  | 1830  | 1849  | 1854  | 1855  | 1859  | 1869  | 1885  | 1888  | 1889  | 1890  | 1892  | 1893  | 1894  | 1909  | 1910  | 1911  |
| ----- | ----- | ----- | ----- | ----- | ----- | ----- | ----- | ----- | ----- | ----- | ----- | ----- | ----- | ----- | ----- | ----- | ----- |
| 972   | 1916  | 3000  | 3300  | 5412  | 3837  | 4500  | 6325  | 4114  | 5120  | 7678  | 6079  | 7855  | 7149  | 7676  | 16613 | 16671 | 15984 |
| 1912  | 1913  | 1914  | 1915  | 1916  | 1917  | 1925  | 1926  | 1927  | 1928  | 1929  | 1930  | 1931  | 1932  | 1933  | 1934  | 1935  | 1936  |
| 19844 | 20255 | 16311 | 13150 | 24993 | 20671 | 45000 | 50500 | 56500 | 63100 | 68900 | 62500 | 73000 | 70506 | 43545 | 65630 | 61865 | 49372 |

Viticulture
Oléiculture
L'olivier sauvage est présent dans la région depuis le pliocène. Des vestiges découverts à Salses-le-Château et à Corbère-les-Cabanes montrent que des arbres étaient déjà taillés au néolithique. L'arrivée des Grecs dans l'Antiquité amène de nouvelles variétés et un savoir-faire. L'occupation par les Romains de la Gaule narbonnaise dès le IIe siècle av. J.-C. met momentanément un coup d'arrêt à cette production, les cultures de la vigne et de l'olive étant interdites afin de ne pas concurrencer les producteurs transalpins. Malgré tout la tradition se perpétue et la culture se développe à l'ère moderne, à tel point qu'en 1848 le département des Pyrénées-Orientales est classé premier département de France pour la production d'huile d'olive. Déclinant par la suite en raison de la meilleure rentabilité des vignes, l'épisode de gel extrême de 1956 condamne la filière pour plusieurs décennies. Elle repart progressivement à la hausse depuis la fin du XXe siècle.

## Économie

### Production

#### Apiculture
L'apiculture dans les Pyrénées-Orientales en 2019 totalise 12 000 ruches, exploitées pour les trois quarts d'entre elles par des apiculteurs professionnels.

#### Aviculture
La filière avicole dans les Pyrénées-Orientales concerne en 2017 une cinquantaine d'exploitations. Celles-ci possèdent à 80% des poules pondeuses pour un effectif total de 27 000 poules, dont un seul élevage au sol (sans accès à l'extérieur) de 10 000 poules. Un tiers d'entre elles élèvent également des volailles de chair, pour un effectif de 27 000 poulets, 6 000 pintades et 800 chapons. Quatre exploitations élèvent des palmipèdes gras (principalement des canards) pour un effectif de 5 700 individus. Enfin, un seul élevage élève des autruches, pour un effectif de 11 reproducteurs et 50 à 80 autruches abattues chaque année. Tous les élevages sont en plein air, sauf celui déjà mentionné ainsi que les chapons. Un tiers sont en agriculture biologique, cette proportion étant de 40% pour les poules pondeuses.
43% des exploitations concernées par l'aviculture sont spécialisées dans ce domaine, et parmi celles-ci dans 60% des cas seulement dans les poules pondeuses. 20% de ces exploitations sont mixtes aviculture et bovins, tandis que 37% sont mixtes aviculture et agriculture (principalement maraîchage ou arboriculture).

#### Fruits et légumes
Dans le département en 2017, la surface en production est de 5 550 ha pour les vergers et de 1 650 ha pour les légumes.

#### Viticulture
Le département compte en 2017 2 350 vignerons. La surface en production est de 23 200 ha. La production est passée de 987 000 hectolitres en 2011 à 604 000 en 2016.

### Emploi
Le secteur agricole emploie en 2017 un total de 22 045 personnes, dont 3 040 en CDI et 19 045 en CDD, pour un total de 138,8 millions d'euros de salaires versés.

#### Apiculture
En 2019, le secteur de l'apiculture dans les Pyrénées-Orientales regroupe 250 producteurs, dont une quarantaine ont un statut d’exploitant professionnel, avec plus de 200 ruches. Ces dix dernières années, quinze jeunes apiculteurs ont profité des aides à l'installation pour démarrer leur activité.